# Frank Black Francis
Frank Black Francis è un album in studio del musicista rock statunitense Frank Black, pubblicato nel 2004.

## Storia
Dopo la pubblicazione della raccolta Death to the Pixies e del live At the BBC, si ipotizzò la pubblicazione di alcuni demo acustici realizzati da Frank Black nel 1987 ma non se ne fece nulla fino al 2004 quando Frank Black ebbe l'idea, per rendere la pubblicazione più interessante, di associare ai demo delle nuove versioni dei brani dei Pixies che vennero quindi registrate in studio con Andy Diagram e Keith Moline dei Two Pale Boys.

## Contenuti
Si tratta di un doppio album: il primo disco contiene le registrazioni-demo risalenti al 1987 di brani che sarebbero poi stati pubblicati dai Pixies negli album Come on Pilgrim e Surfer Rosa mentre il secondo contiene nuove versioni di brani pubblicati nei primi cinque album del gruppo e registrate nel 2004.

## Tracce
Disco 1 {demos}
1. The Holiday Song – 1:54
2. I'm Amazed – 1:25
3. Rock a My Soul – 1:50
4. Isla de Encanta– 1:39
5. Caribou – 3:00
6. Broken Face – 1:21
7. Build High – 1:26
8. Nimrod's Son – 2:08
9. Ed Is Dead – 2:45
10. Subbacultcha – 2:45
11. Boom Chickaboom – 2:33
12. I've Been Tired – 3:10
13. Break My Body – 1:55
14. Oh My Golly! – 1:59
15. Vamos – 2:14

Disco 2 {treated}
1. Caribou – 3:09
2. Where Is My Mind? – 3:41
3. Cactus – 2:41
4. Nimrod's Son – 3:01
5. Levitate Me – 2:01
6. Wave of Mutilation – 2:25
7. Monkey Gone to Heaven – 3:49
8. Velouria – 4:35
9. The Holiday Song – 2:21
10. Into the White – 3:24
11. Is She Weird? – 3:51
12. Subbacultcha – 2:56
13. Planet of Sound – 14:56